# حماة (بخش)
بخش مرکزی حماه (به عربی: ناحیة مرکز حماة) یک بخش در سوریه است که در استان حما واقع شده‌است.

## خصوصیات
حماه ۴۶۷٬۲۵۴ نفر جمعیت دارد.